# Stellaria alsinoides
Stellaria alsinoides är en nejlikväxtart som beskrevs av Pierre Edmond Boissier och Buhse. Stellaria alsinoides ingår i släktet stjärnblommor, och familjen nejlikväxter. Inga underarter finns listade i Catalogue of Life.